# Damei Fachang
Damei Fachang (chiń. 大梅法常, pinyin Dàméi Fǎcháng; kor. 대매법상 Taemae Pŏpsang; jap. Daibai Hōjō; wiet. Đại Mai Pháp Thường; ur. 752, zm. 839) – chiński mistrz chan ze szkoły hongzhou, znany także jako Fachang Yiyu (法昌倚遇).

## Życiorys
Pochodził z miasta Xiangyang (dziś znanego jako Xiangfang w północnej prowincji Hubei). Pochodził z rodziny Zheng.
Jako młody chłopiec opuścił dom rodzinny i rozpoczął praktykę w klasztorze Yuquan w Jingzhou, który był centrum szkoły tiantai. Był świetnie literacko wykształcony, sutry nie miały dla niego tajemnic; po jednym przeczytaniu pamiętał całe rozdziały. W wieku 20 lat otrzymał święcenia mnisie. Postanowił praktykować chan i w tym celu udał się do jednego z najwybitniejszych mistrzów chan w historii – Mazu Daoyi. Prawdopodobnie spotkali się w klasztorze Kaiyuan.
Podczas pierwszego ich spotkania Damei spytał mistrza Mazu Czym jest Budda? Mistrz odparł Umysł jest Buddą. Damei doświadczył wielkiego oświecenia. Następnie Damei udał się na górę Tiantai, gdzie zapewne pogłębiał studia. W 796 r. przeniósł się na górę Damei (Wielka Śliwka), wybudował sobie chatkę, w której żył i praktykował medytację chan. Nikt nie wiedział, co się z nim stało. Po czterech latach przypadkiem natrafił na niego mnich, uczeń mistrza chan Yanguana Qi’ana. Yanguan przypomniał sobie, że kiedy praktykował u Mazu, faktycznie był tam taki mnich i zawiadomił o tym Mazu. Mazu posłał do Dameia mnicha z pytaniem Kiedy widziałeś mistrza Mazu, co on powiedział, że zamieszkałeś na tej górze? Damei odpowiedział Mistrz Mazu powiedział mi, że Umysł jest Buddą. Na to poinstruowany mnich odparł Obecnie nauki mistrza Ma się zmieniły. Damei spytał Jak? Mnich rzekł Teraz on mówi Ani umysł, ani Budda. Damei wybuchnął Ten stary facet ciągle miesza ludziom w głowach. Niech sobie chodzi i mówi Ani Umysł, ani Budda. Jeśli chodzi o mnie, pozostaję przy Umysł jest Buddą! Gdy Mazu usłyszał odpowiedź Dameia powiedział Śliwka dojrzała.
Damei pozostawał w swojej pustelni przez prawie czterdzieści lat. Kiedy zaczęli do niego przychodzić uczniowie po nauki i zaproponowano mu stanowisko opata w wielkim klasztorze opuścił ją i chodził po górach. Jednak poszło za nim tylu mnichów, że w końcu wybudował w 836 r. na tej samej górze klasztor Husheng, w którym praktykowało 600 uczniów.
Pewnego dnia powiedział nagle do swoich uczniów Kiedy to przychodzi, nie może być cofnięte. Kiedy to odchodzi, nie można za tym pójść. Gdy przerwał słychać było wiewiórkę. W końcu powiedział To jest właśnie ta rzecz! Nie jakaś inna rzecz! Każdy z was! Trzymajcie i wspierajcie to dobrze. A teraz umieram. I po wypowiedzeniu tych słów zmarł.
Poświęcony mu jest gong’an 30 z Bezbramnej bramy.

## Linia przekazu Dharmy zen
Pierwsza liczba oznacza kolejność pokoleń mistrzów od 1 Patriarchy indyjskiego Mahakaśjapy.
Druga liczba oznacza kolejność pokoleń od 28/1 Bodhidharmy, 28 Patriarchy Indii i 1 Patriarchy Chin.
- 33/6. Huineng (638–713)
  - 34/7. Nanyue Huairang (677–744)
    - 35/8. Mazu Daoyi (707–788) szkoła hongzhou
      - 36/9. Damei Fachang (752–839)
        - 37/10. Hangzhou Tianlong (bd)
          - 38/11. Jinhua Juzhi (bd)